# Antonino Recca
Antonino Recca (Catania, 17 dicembre 1949 – Catania, 9 luglio 2024) è stato un chimico italiano.

## Biografia
Dopo essersi laureato in chimica nel 1973 a pieni voti presso l'Università degli studi di Catania, fu assistente di chimica organica industriale e fisica tecnica e per un breve periodo svolse ricerca anche a Colonia.
Dal 1986 fu Professore ordinario. Successivamente ricevette anche la cattedra di Scienza e Tecnologia dei materiali e coordinatore di due dottorati presso la facoltà di Ingegneria.
Nel 1999 fu eletto Preside della facoltà di Ingegneria mantenendo l'incarico fino al 2005 mentre nel 2006 fu eletto Magnifico Rettore dell'Università degli Studi di Catania. Nel 2009 fu rieletto rimanendo in carica fino al 2013.
Il 7 luglio 2010 fu nominato presidente del coordinamento regionale dell'UDC, carica da cui alla fine si dimise il 13 gennaio 2011 per incompatibilità con la carica di Rettore.
Fu inoltre autore di oltre 100 pubblicazioni a più nomi su riviste nazionali e internazionali e di numerose comunicazioni a convegni nazionali e internazionali.
Malato da tempo, morì a Catania il 9 luglio 2024 all'età di 74 anni.

## Casomailgate
Il 23 gennaio 2018 fu condannato in primo grado ad un anno di reclusione per utilizzo di dati segreti a fini non patrimoniali. Il Tribunale infine stabilì, in solido con un altro imputato, il pagamento del risarcimento a 20.000 euro.
Il procedimento, ribattezzato Mailgate, nacque dal caso sollevato nel 2012 da alcuni studenti dopo che questi ricevettero delle email di propaganda elettorale dall'indirizzo di posta elettronica dell'Università, vicenda che lo costrinse a dimettersi dalla carica di rettore l'anno dopo. La sentenza fu appellata e il processo di appello ebbe come data di conclusione il 1° febbraio 2024.